# Idioctis littoralis
Idioctis littoralis là một loài nhện trong họ Barychelidae. Loài này phân bố ờ Singapore.